# Edzard Ernst

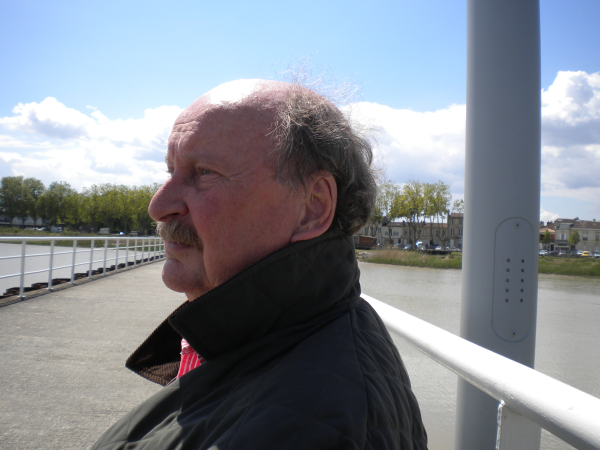
Edzard Ernst (2023)

Edzard Ernst (* 30. Januar 1948 in Wiesbaden) ist ein deutsch-britischer Mediziner und emeritierter Professor für die Erforschung von Alternativmedizin in Großbritannien.

## Leben
Ernst wurde in Wiesbaden als Sohn von Wolfgang Ernst jun. (1910–1994), einem Kurarzt in Bad Neuenahr, geboren. Er studierte Psychologie und Medizin an der Ludwig-Maximilians-Universität München. Seit 1999 ist er britischer Staatsbürger.
1993 wurde Ernst von seinem Lehrstuhl für Physikalische Medizin und Rehabilitation an der Universität Wien an die Universität Exeter berufen, um dort das Institut für Alternativmedizin einzurichten. Er war der erste Inhaber des von Maurice Laing eingerichteten Lehrstuhls für Alternativmedizin. 2002 wurde er Direktor für den Bereich Alternativmedizin an der in der englischen Grafschaft Devon gelegenen Peninsula Medical School. 2011 wurde Ernst emeritiert.
Ernst war bis 2005 Mitglied im Ausschuss für Humanarzneimittel der britischen Zulassungs- und Aufsichtsbehörde für Arzneimittel (bis 2003 MCA, danach MHRA), ferner Mitglied im Ausschuss für pflanzliche Arzneimittel der irischen Arzneimittelbehörde (Irish Medicines Board). Er ist externer Prüfer für mehrere universitäre Medizinschulen in mehreren Staaten und Mitglied im Beratungsausschuss der AlterMed Research Foundation, einer Stiftung, die die wissenschaftliche Forschung im Bereich der Alternativmedizin fördert.
Ernst schrieb mehr als 50 Beiträge in der Tageszeitung The Guardian, vor allem in den Jahren 2004 und 2005, in denen er seine Kritik an der Alternativmedizin aus der Perspektive der evidenzbasierten Medizin darlegte. Sein derzeit letzter Artikel im Guardian (Stand Juni 2021) erschien im März 2015 unter dem Titel There is no scientific case for homeopathy: the debate is over („Es gibt keine wissenschaftlichen Argumente für Homöopathie: Die Debatte ist beendet“). Anlass war eine besonders umfangreiche und sorgfältige Zusammenfassung des wissenschaftlichen Erkenntnisstands durch den National Health and Medical Research Council in Australien, die Ernsts kritische Sicht bestätigte.
Ernst ist Chefredakteur der beiden medizinischen Zeitschriften Perfusion und FACT (Focus on Alternative and Complementary Therapies, deutsch: „Fokus auf alternative und komplementäre Medizin“).
2015 gewann er gemeinsam mit Susan Jebb den John-Maddox-Preis der Organisation Sense about Science. 2022 wurde Ernst zum Mitglied der Academia Europaea gewählt.

## Forschung
Ernst forscht in verschiedenen alternativmedizinischen Gebieten mit dem Schwerpunkt auf Wirksamkeit und Sicherheit. Seine Arbeit umfasst klinische Versuche und systematische Übersichtsarbeiten bzw. Metaanalysen.
In Ernsts Institut wurde Alternativmedizin definiert als „Diagnose, Behandlung und/oder Prävention, die die Schulmedizin ergänzt, indem sie zu einem gemeinsamen Ganzen beiträgt, eine Nachfrage bedient, die von der gängigen Lehrmeinung nicht abgedeckt wird, oder den konzeptionellen Rahmen der Medizin erweitert“. Ernst betont, dass Alternativmedizin ein Spektrum verschiedener Therapie- und Diagnoseverfahren umfasse, die alle einzeln zu betrachten seien.
Ernst beschreibt seinen Ansatz als angewandte Wissenschaft und nicht als Politik. Die wenigen alternativen Therapieansprüche und -techniken, die einer wissenschaftlichen Auswertung standhielten, hätten damit eine solide Grundlage zur Aufnahme in den Kanon der akademischen Medizin. Ernst kritisierte die Sichtweise seiner Kollegin Claudia Witt, Professorin für Komplementärmedizin an der Charité, die, anders als er, Wirksamkeitsnachweise nach Kriterien der evidenzbasierten Medizin für alternativmedizinische Behandlungsmethoden für nicht angemessen halte.

## Kontroverse
2005 kam es zu einem „Skandal“, als Ernst wenige Tage vor der Veröffentlichung eines Berichts zum Potenzial der Alternativmedizin für den National Health Service (NHS) aus der federführenden Expertenkommission austrat. Der Bericht wurde von dem damaligen Thronfolger Prince Charles in Auftrag gegeben und kam zu dem Schluss, dass die Substituierung mehrerer Standardtherapien mit alternativen Methoden erhebliche Kosten sparen könnte. Ernst nannte den Bericht „skandalös und voller Fehler“. Beispielsweise schlüge der Bericht vor, Asthmapatienten mit Homöopathie zu behandeln, was laut Ernst 150 Todesfälle pro Jahr verursachen würde. Prince Charles’ Büro warf Ernst eine Verletzung der Diskretionsvereinbarung vor. Es folgte eine 13-monatige Untersuchung seitens der Universität Exeter, die schließlich kein Fehlverhalten bei Ernst feststellen konnte. Laut Ernst stoppte die Universität jedoch die Finanzierung der Forschung der Abteilung. In der Folge erklärte sich Ernst unter der Bedingung der Fortsetzung der Finanzierung der Abteilung dazu bereit, in den Ruhestand zu gehen. Diejenigen, die seinen Weggang betrieben hatten, wurden in den britischen Adelsstand erhoben. Das House of Commons beschloss 2010, dass Homöopathie nicht mehr vom NHS gefördert und homöopathische Mittel nicht mehr als wirksam beworben werden dürfen. Eigener Aussage zufolge hat Ernst Morddrohungen von Homöopathieanhängern bekommen, nachdem in einer seiner Studien herausgekommen war, dass Arnika-Globuli wirkungslos sind.

## Mitgliedschaften
Ernst ist Mitglied im Münsteraner Kreis und Unterstützer des Informationsnetzwerks Homöopathie.
Edzard Ernst trat am 29. Februar 2024 aus der Gesellschaft zur wissenschaftlichen Untersuchung von Parawissenschaften (GWUP) aus, deren Wissenschaftsrat er angehörte.

## Publikationen (Auswahl)

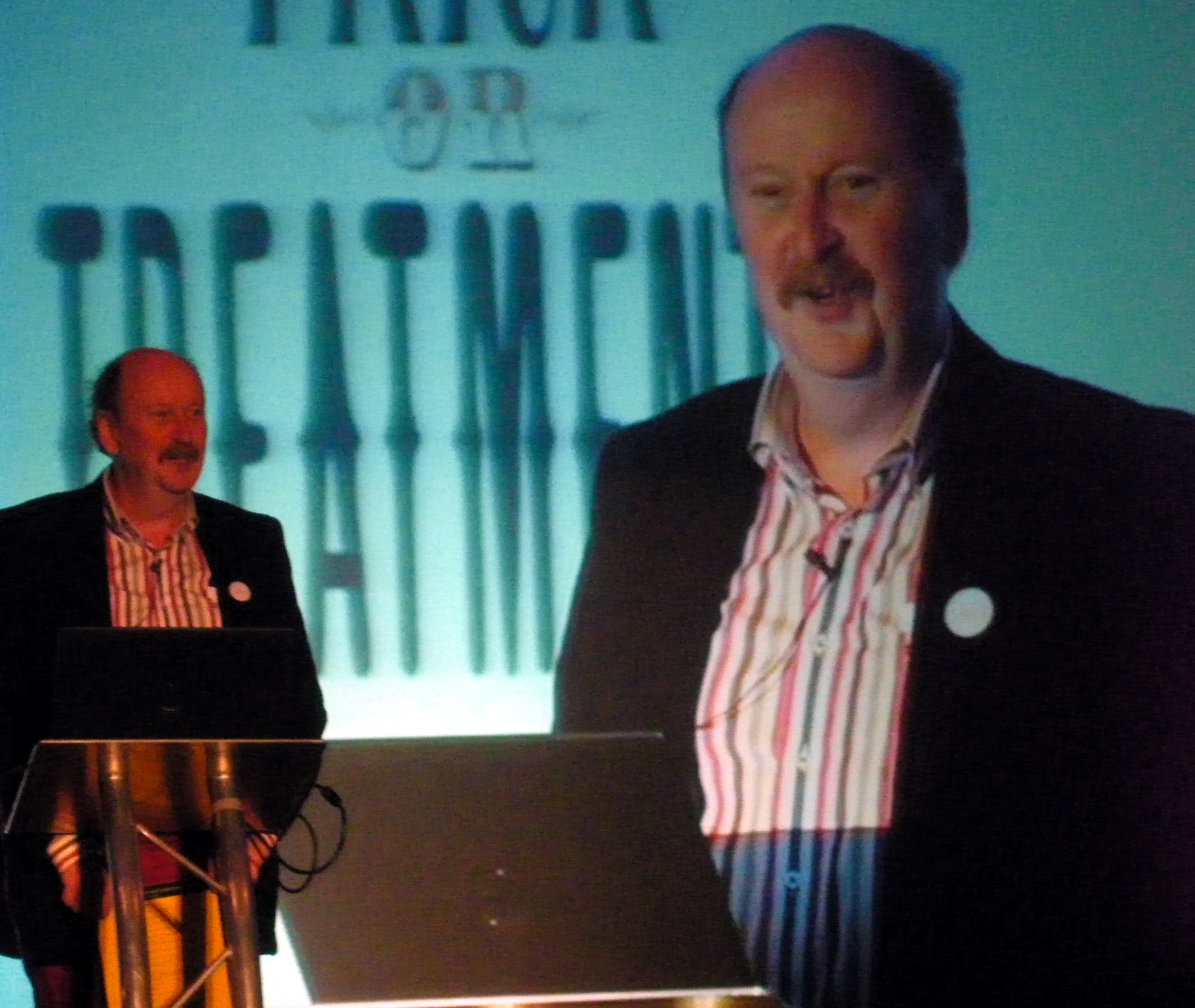
Edzard Ernst hält einen Vortrag über Trick or Treatment (2012).

- Komplementäre Medizin. In: Heilkunst. Band 106, 1993, S. 26–27.
- Homoeopathy: A Critical Appraisal. ("Professional reference text on homoeopathy is a critical evaluation of the discipline, reviewing the known facts and defining the knowledge gaps. It offers a reliable analysis of the uses of traditional homoeopathic remedies. Illustrated. For medical and professional homoeopaths, students, general practitioners, and health care professionals." Amazon.) 1998, ISBN 0-7506-3564-9.
- Praxis Naturheilverfahren: Evidenzbasierte Komplementärmedizin. Springer, 2005, ISBN 978-3-540-44170-0.
- (Co-Autoren: Max H. Pittler, Barbara Wider): The Desktop Guide to Complementary and Alternative Medicine. An evidence based approach. Elsevier Mosby, 2006, ISBN 978-0-7234-3383-5.
- (Co-Autor: Simon Singh): Trick or Treatment: The Undeniable Facts about Alternative Medicine (englisch). Bantam Press, 2008, ISBN 978-0-393-06661-6.
- (Co-Autor: Simon Singh): Gesund ohne Pillen – was kann die Alternativmedizin? Carl Hanser Verlag, 2009, ISBN 978-3-446-24554-9.
- A Scientist in Wonderland. A Memoir of Searching for Truth and Finding Trouble (englisch). Imprint Academic, 2015, ISBN 978-1-84540-777-3.
- Nazis, Nadeln und Intrigen. Erinnerungen eines Skeptikers. JMB Verlag, 2015, ISBN 978-3-944342-56-6 (Print) bzw. ISBN 978-3-944342-63-4 (E-Book).
- Homöopathie – die Fakten [unverdünnt]. Springer, 2017, ISBN 978-3-662-54945-2.
- More Harm than Good? The Moral Maze of Complementary and Alternative Medicine (englisch). Springer, 2018, ISBN 978-3-319-69940-0.
- Scam: So-Called Alternative Medicine (englisch). Societas, 2018, ISBN 978-1-84540-970-8.
- SchmU. Schein-medizinischer Unfug. JMB Verlag, Hannover, 2019, ISBN 978-3-95945-008-9.
- Heilung oder Humbug? 150 alternativmedizinische Verfahren von Akupunktur bis Yoga. Springer, 2021, ISBN 978-3-662-61708-3.
- Charles, the Alternative Prince: An Unauthorized Biography (englisch). Imprint Academic, 2022, ISBN 978-1-78836-070-8.
- Dubiose Heilmethoden bei Krebs: „Sie müssen sich nicht mit Gift vollpumpen lassen“, riet die Krankenschwester. Gastbeitrag in Spiegel.de, 20. Januar 2024.
- Wer recht hat, heilt – Eine kritische Analyse zur Alternativmedizin Alibri, 2025, ISBN 978-3-86569-434-8.